# Gorilla Gorilla
Gorilla Gorilla er en dansk dokumentarfilm fra 1983 med instruktion og manuskript af Anne Regitze Wivel.

## Handling
Dokumentarisk farce, hvori filmmageren lader publikum betragte menneskeaberne i Zoologisk Have. Siden får aberne lov til at betragte menneskene.